# Caradrina tolima
Caradrina tolima là một loài bướm đêm trong họ Noctuidae.